# پارک مرکزی تاما
پارک مرکزی تاما (به ژاپنی: 多摩中央公園) یکی از پارک‌های  توکیو پایتخت ژاپن است.

## رسیدن به پارک
- خط کیئو،  ایستگاه تاماسنتر 多摩センター駅 از ایستگاه تا پارک ۵ دقیقه پیاده فاصله است.